# Naoki Sakai
Naoki Sakai (jap. 酒井 直樹, Sakai Naoki; * 2. August 1975 in Nagareyama, Präfektur Chiba) ist ein ehemaliger japanischer Fußballspieler.

## Nationalmannschaft
1996 debütierte Sakai für die japanische Fußballnationalmannschaft.

## Errungene Titel
- J. League Cup: 1999